# Rio Dobric
O Rio Dobric é um rio da Romênia, afluente do Ilişua, localizado no distrito de Bistriţa-Năsăud.